# Podcień

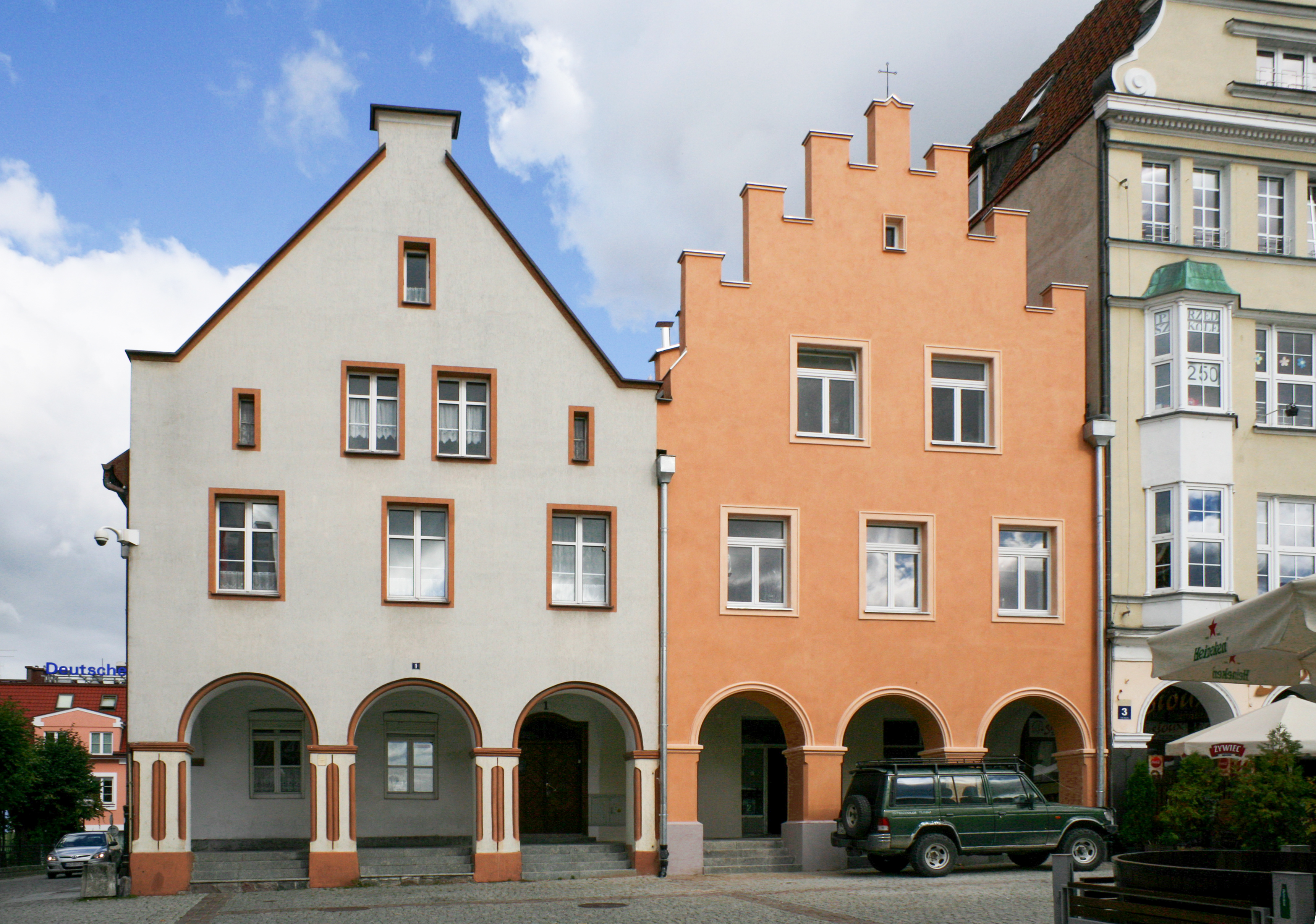
Podcienia kamienic w Olsztynie

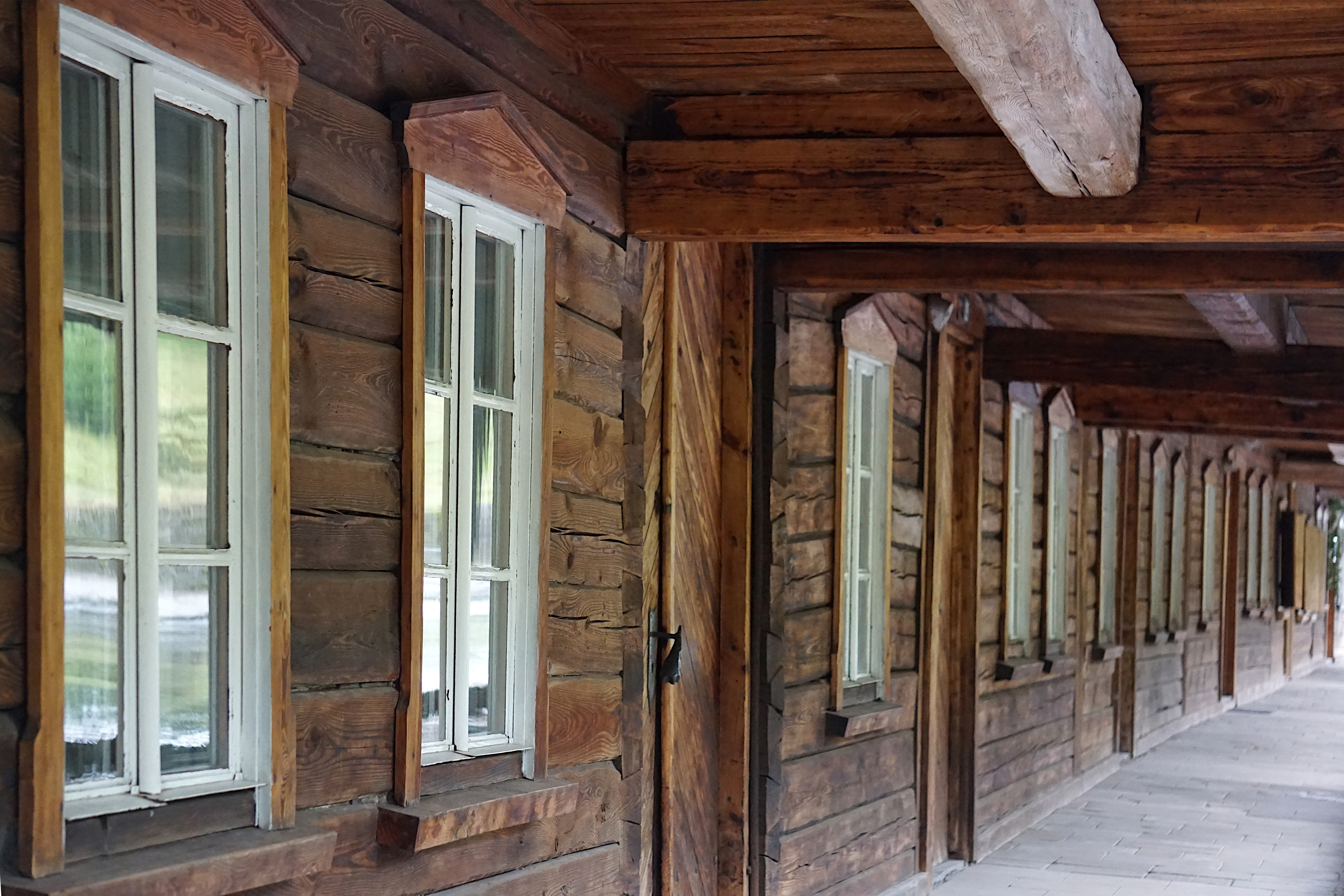
Podcienia domów tkaczy w Chełmsku Śląskim

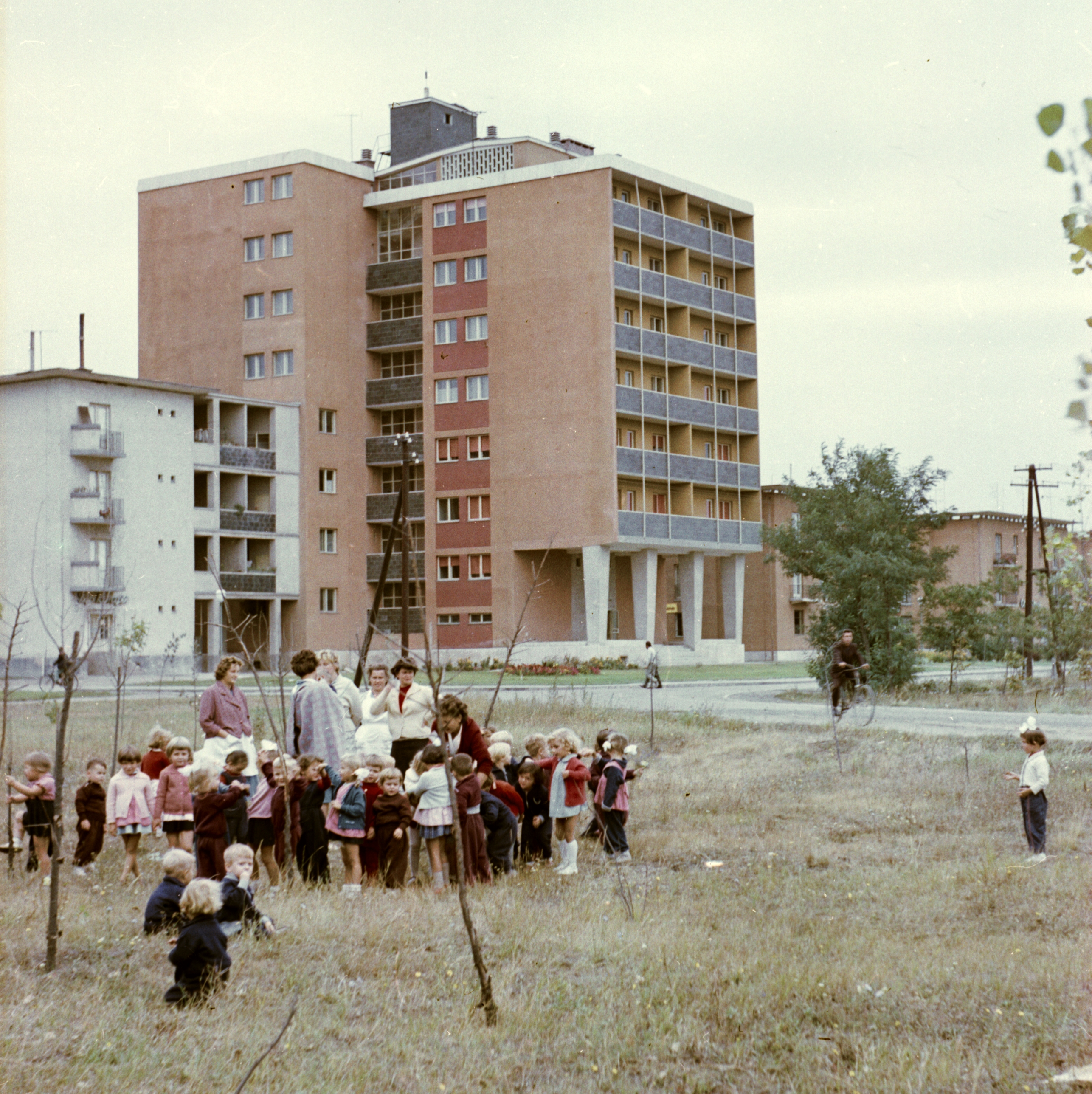
Podcienia w budynku modernistycznym wraz ze słupami wspornikowymi (fr. pilotis)

Podcień, podcienie, podsienie – pomieszczenia w dolnej części budynków, otwarte na zewnątrz, ograniczone słupkami lub filarami wzdłuż lica muru, nieprzekraczające dwóch kondygnacji. Podcienia stosuje się ze względu na przestrzenne ukształtowanie budowli oraz ze względów użytkowych.
Usytuowane wzdłuż jednej, głównej elewacji lub obiegające budynek, czasem zajmujące tylko naroże (w chatach). Przykryte sklepieniem, najczęściej krzyżowym. W kamienicach miejskich stosowane dla usprawnienia ruchu (poszerzenie chodnika), lokowano w nich wejścia do kramów kupieckich. Przypomina krużganek, lecz w odróżnieniu od niego jest równy z licem ściany (krużganek jest formą dostawioną do lica).